# Éruption (roman)
 Éruption  (titre original :  Eruption ) est un thriller d'aventure, écrit par Michael Crichton, et terminé à son décès par James Patterson.
Éruption  fait partie des œuvres de Michael Crichton publiées à titre posthume, seize ans après son décès en 2008. Il est publié en 2024 chez HarperCollins aux États-Unis, puis la même année en France chez Robert Laffont.

## Résumé
L'éruption du Mauna Loa à Hawaii est imminente. Le professeur John MacGregor, responsable de l'observatoire volcanique, tente d’alerter les autorités et le grand public. Il s'avère que le gouvernement a un secret enfoui sous le volcan : pendant des décennies, l'armée y a secrètement stocké des déchets radioactifs qui pourraient se répandre dans l'atmosphère et tuer toute vie sur Terre…

## Publié à titre posthume
Michael Crichton travaillait sur Eruption avant sa mort en 2008. En 2024, la veuve de l'auteur, Sherri Crichton, et son éditeur (HarperCollins) ont choisi James Patterson pour terminer le manuscrit .
Éruption rejoint les autres romans de Michael Crichton publiés à titre posthume : Pirates, Micro, Dent de dinosaure.